# 波蒂喬克 (波爾塔瓦州)
49°28′17″N 34°2′26″E / 49.47139°N 34.04056°E
波蒂喬克（羅馬化：Potichok）是烏克蘭中部的村莊，隸屬波爾塔瓦州的波爾塔瓦區。該村處於霍夫特瓦河左岸，分別距離米科拉伊夫卡0.5公里、納希爾內和布濟尼夫希納1.5公里，海拔高度93米，2001年人口329。